# Boffzen
Boffzen er en kommune i den sydlige del af Landkreis Holzminden i den tyske delstat Niedersachsen, med 2.787 indbyggere (2012), og er administrationsby i amtet Boffzen.

## Geografi
Boffzen ligger ved vestranden af mittelgebirgeområdet Solling mellem de nordrhein-westfäliske byer Höxter mod nord og Beverungen mod syd, hvor Rottmünde løber ud i Weser.